# Takeshi Tsuruno

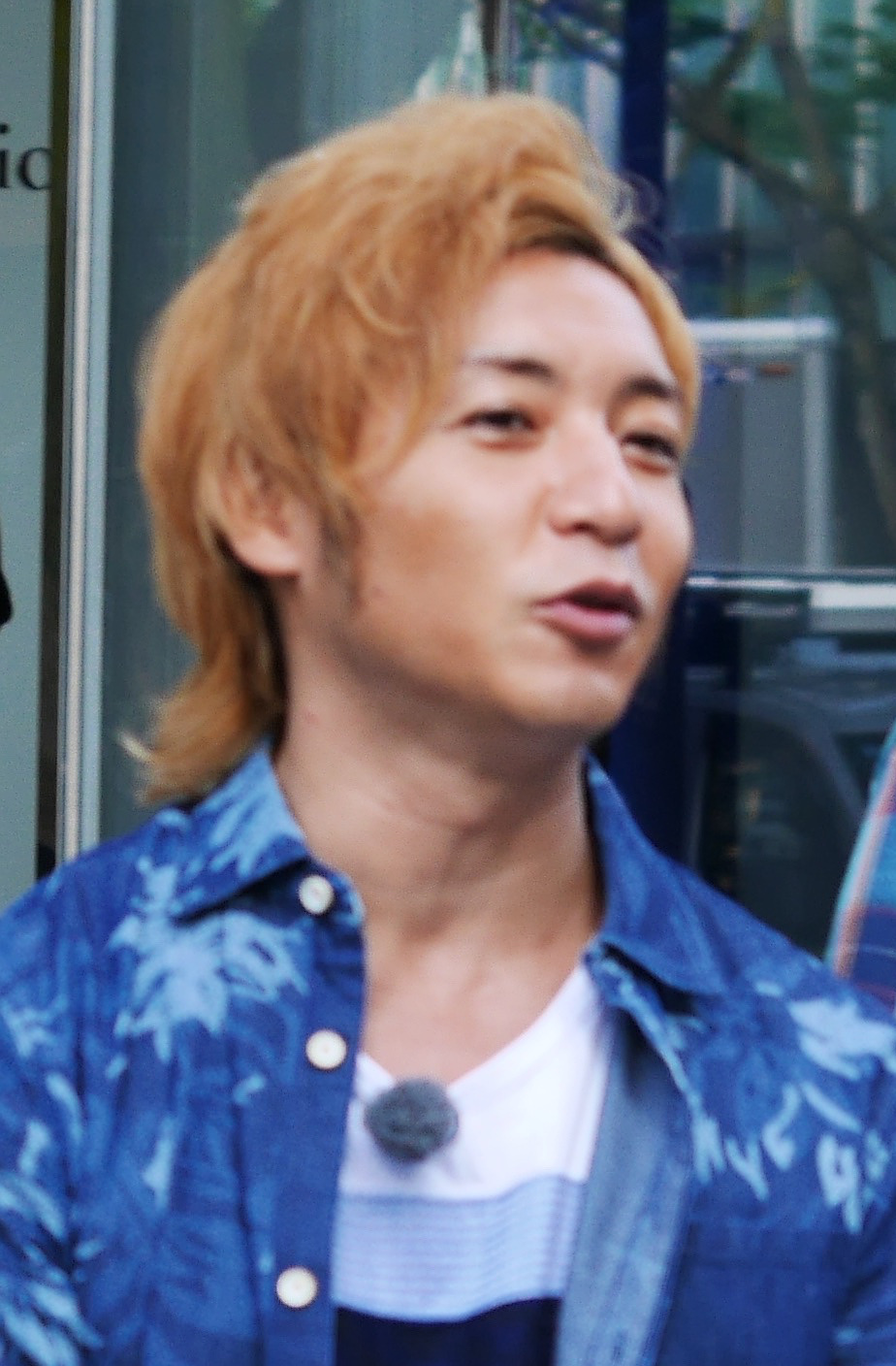
Takeshi Tsuruno (2015)

Takeshi Tsuruno (つるの剛士 Tsuruno Takeshi?,  26 de mayo, 1975) es un actor, tarento y cantante japonés, originario de la prefectura de Fukuoka.

## Biografía
Su primera aparición en televisión la hizo en el dorama Seishun no Kage de 1994, como un extra. El 1996 obtuvo su primel rol protagónico en la serie Ore-tachi Room Night, y alcanzó gran popularidad en su rol de Shin Asuka en Ultraman Dyna de 1997, papel que le dio gran popularidad hasta el día de hoy.
Desde el 2001 al 2005 condujo su propio programa radial, BPR5000, en la estación TMF. 
En el 2003 contrajo matrimonio, y actualmente ya es padre de 3 niños.
En el programa de preguntas de Fuji TV Quiz! Hexagon es donde su participación ha causado más revuelo. Antes del 2007 había aparecido esporádicamente en este programa, pero después de este año comenzó a hacerse conocido como el primer O-Baka Tarento (おバカタレント Tarento Tonto?) dentro de la televisión japonesa, y esto le dio gran popularidad. De este mismo programa nació el grupo musical Shuchishin, donde Takeshi se convirtió en el líder, y con la cual debutó en abril del 2008.